# Journalism++
Journalism++ (J++) est un réseau européen de sociétés spécialisées dans le journalisme de données. Fondé en 2011 entre Paris et Berlin, il ouvre par la suite des chapitres à Stockholm, Porto, Amsterdam et Cologne.

## Historique
La société Journalism++ a été fondée en 2011 par Nicolas Kayser-Bril, Anne Lise Bouyer et Pierre Romera, trois anciens employés d'OWNI - un média en ligne pionnier du journalisme de données en France.
Entre 2013 et 2016, Journalism++ coordonne les Migrants Files, une enquête visant à évaluer le nombre de personnes mortes en tentant d'atteindre ou de rester en Europe depuis 2000, ainsi que le coût associé aux politiques anti-migratoire en Europe (la « forteresse Europe »). Le projet réunit 25 journalistes, publiant entre 2014 et 2015 dans plusieurs médias, notamment Süddeutsche Zeitung en Allemagne, Libération en France et Český rozhlas en République tchèque.  Les données recueillies serve de base pour la base de données de l'Organisation internationale pour les migrations sur le même sujet, qui a débuté en 2014.
En 2017, la société française à l'origine de ce réseau ferme ses portes. Seuls les chapitres portugais et suédois sont aujourd'hui encore en activité.

## Récompenses
Les Migrants Files ont reçu le Data Journalism Awards organisé par le Global Editor Networks en 2014 ainsi que le prix européen du journalisme (en) en 2015.